# Deldense mop
Deldense mop é um biscoito amanteigado tradicional da cidade de Delden, em Twente, nos Países Baixos. Os biscoitos são produzidos na cidade há mais de um século.
São biscoitos bastante duros e crocantes que costumam ter entre cinco e oito centímetros de diâmetro, feitos à base de farinha de trigo, manteiga, especiarias e amêndoas laminadas.
As especiarias utilizadas na receita, similares às utilizadas em receitas spekulaas, dão o sabor distintivo dos Deldense moppen. Cravo e canela tendem a ser utilizados em maior quantidade; outros ingredientes que podem ser utilizados na receita incluem anis, cominho, gengibre, macis, noz-moscada e coentro.
Avelãs também podem ser utilizadas como substitutas para as amêndoas na receita.